# Kanton Millau-1
Der Kanton Millau-1 ist ein französischer Wahlkreis im Département Aveyron in der Region Okzitanien. Er umfasst einen Teilbereich der Gemeinde Millau und drei weitere Gemeinden im Arrondissement Millau. Durch die landesweite Neuordnung der französischen Kantone wurde er 2015 neu geschaffen.

## Gemeinden
Der Kanton besteht aus vier Gemeinden und Gemeindeteilen mit insgesamt 14.642 Einwohnern (Stand: 1. Januar 2022) auf einer Gesamtfläche von 137,00 km²:
| Gemeinde                  | Einwohner 1. Januar 2022 | Fläche km² | Dichte Einw./km² | Code INSEE | Postleitzahl |
| ------------------------- | ------------------------ | ---------- | ---------------- | ---------- | ------------ |
| Comprégnac                | 217                      | 11,09      | 20               | 12072      | 12100        |
| Creissels                 | 1.564                    | 28,19      | 55               | 12084      | 12100        |
| Millau                    | 11.277                   | 49,99      | 226              | 12145      | 12100        |
| Saint-Georges-de-Luzençon | 1.584                    | 47,73      | 33               | 12225      | 12100        |
| Kanton Millau-1           | 14.642                   | 137,00     | 107              | 1211       | –            |

1. ↑   Nur der nordwestliche Teil der Gemeinde, der Rest gehört zum Kanton Millau-2.

## Politik
| Vertreter im Departementrat | Vertreter im Departementrat            | Vertreter im Departementrat |
| Amtszeit                    | Namen                                  | Partei                      |
| --------------------------- | -------------------------------------- | --------------------------- |
| 2015–2021                   | Corinne Compan Jean-Dominique Gonzales | PCF DVG                     |
| 2021–                       | Claude Assier Hélène Rivière           | LR DVDG                     |